# Daleko od hlučícího davu
Daleko od hlučícího davu (v anglickém originále Far from the Madding Crowd) je britský film režiséra Johna Schlesingera z roku 1967. Scénář k výpravnému historickému dramatu napsal Frederic Raphael podle stejnojmenného románu Thomase Hardyho z roku 1874. Děj se odehrává na anglickém venkově v druhé polovině 19. století. Julie Christie ztvárnila Bathshebu Everdenovou, mladou a movitou venkovskou statkářku, o kterou usilují hned tři nápadníci: charismatický pastýř Gabriel (Alan Bates), nesmělý farmář William (Peter Finch) a pohledný voják Frank (Terence Stamp).
Schlesingerův film nebyl zdaleka prvním ani posledním pokusem o adaptaci Hardyho románu. Předcházely mu, ještě za spisovatelova života, stejnojmenné němé verze z let 1909 a 1915. Až o celých 30 let později následoval opět stejnojmenný film Nicholase Rentona a od roku 2013 natáčel nejnovější verzi dánský režisér Thomas Vinterberg. Moderní úpravu Hardyho příběhu pod názvem Tamara Drewe v roce 2008 natočil také Stephen Frears.

## Produkce
Film se natáčel převážně v anglických hrabstvích Dorset a Wiltshire. Svou londýnskou premiéru měl 16. října 1967 a o dva dny později byl uveden také do amerických kin.

## Postavy a obsazení
| Julie Christie      | Bathsheba Everdeneová        |
| Terence Stamp       | seržant Francis „Frank“ Troy |
| Peter Finch         | William Boldwood             |
| Alan Bates          | Gabriel Oak                  |
| Prunella Ransome    | Fanny Robinová               |
| Fiona Walkerová     | Liddy                        |
| John Barrett        | Joseph Poorgrass             |
| Owen Berry          | Old Smallbury                |
| Lawrence Carter     | Laban Tall                   |
| Denise Coffey       | Soberness                    |
| Paul Dawkins        | Henery Fray                  |
| Vincent Harding     | Mark Clark                   |
| Harriet Harperová   | Temperence                   |
| Marie Hoppsová      | paní Cogganová               |
| Freddie Jones       | Cainy Ball                   |
| Margaret Lacey      | Maryann Money                |
| Alison Leggattová   | paní Hurstová                |
| Pauline Melvilleová | paní Tallová                 |
| Andrew Robertson    | Andrew Randle                |
| Brian Rawlinson     | Matthew Moon                 |
| Julian Somers       | Jan Coggan                   |

## Ocenění
Národní rada filmových kritiků snímek ohodnotila jako nejlepší film roku 1967 a Petera Finche ocenila jako nejlepšího herce.
Snímek získal celkem ve třech kategoriích nominaci na Zlatý glóbus: za nejlepší dramatický film, pro Alana Batese za nejlepší mužský herecký výkon v dramatu a pro Pruenellu Ransome za nejlepší ženský herecký výkon ve vedlejší roli. Skladatel Richard Rodney Bennett byl také nominován na Oscara za nejlepší původní filmovou hudbu. Britská akademie filmového a televizního umění nominovala Nicolase Roega na cenu za nejlepší kameru a Alana Barretta za nejlepší kostýmy v barevném filmu.

## České uvedení
Když Česká televize v roce 1998 připravovala český dabing k uvedení filmu ve svém programu, v režii Petra Skarkeho namluvila Bathsebu Simona Postlerová, seržanta Troye Michal Dlouhý, Williama Alois Švehlík a Gabriela Ivan Gübel.